# Pandalus eous
Pandalus eous är en kräftdjursart som beskrevs av Makarov 1935. Pandalus eous ingår i släktet Pandalus och familjen Pandalidae. Inga underarter finns listade i Catalogue of Life.